# Église Saint-Germain de Saint-Germain-sur-Vienne
Pour les articles homonymes, voir Église Saint-Germain.
L'église Saint-Germain est une église paroissiale de culte catholique dans la commune de Saint-Germain-sur-Vienne, dans le département français d'Indre-et-Loire.
L'église est en grande partie construite au XIIe siècle, mais elle comporte des éléments d'un ou plusieurs édifices antérieurs : une partie de mur du Xe siècle et des remplois encore plus anciens. Elle est classée comme monument historique en 1908.

## Localisation
L'église Saint-Germain se situe le long de la route longeant la rive gauche de la Vienne, à près de 2 km au nord-ouest du chef-lieu communal de Saint-Germain-sur-Vienne.
L'église est construite sur la rive gauche de la Vienne, sur les terrasses les plus basses du coteau. Son orientation, nef au nord-ouest, chœur au sud-est, respecte les courbes de niveau.

## Histoire
Dans son Histoire des Francs, Grégoire de Tours indique qu'Injuriosus, évêque de 529 à 546, fonde à Saint-Germain-sur-Vienne une basilique pour y accueillir des reliques de Germain d'Auxerre.
L'édifice religieux comporte des éléments en remploi datés du VIIIe ou du IXe siècle, peut-être une église postérieure à la basilique d'Injuriosus.
Le mur nord de sa nef est sans doute le vestige d'une église construite à la fin du IXe ou au début du Xe siècle mais l'ensemble de l'édifice est rebâti au XIIe siècle. C'est d'ailleurs en 1129 que l'église de Saint-Germain est pour la première fois mentionné dans les textes. Une sacristie est ajoutée au XIXe siècle.
L'église est classée comme monument historique par arrêté du 8 juin 1908.

## Description

### Architecture
L'édifice se compose d'une nef de trois travées, longue de 29 m. La première travée, dont le mur gouttereau nord abrité par un préau comporte le portail de l'église, n'est pas voûtée ; c'est aussi dans son mur gouttereau nord que se trouvent les plus anciens éléments de l'église : blocs carolingiens en remploi et assises en petit appareil du Xe siècle sur une hauteur de 3 m environ. Les deux travées suivantes comportent des voûtes se style gothique de l'Ouest ; la plupart des clés de voûte sont décorées.
Un chœur terminé par un chevet plat fait directement suite à la nef dont il conserve la largeur, sans interposition d'un transept. Ce chœur est éclairé par deux baies en plein cintre percées dans son chevet.
Le clocher est attenant à la seconde travée de la nef, au nord. De plan carré, son beffroi est percé de baies sur ses quatre faces et il est terminé par une flèche en pierre.

Architecture
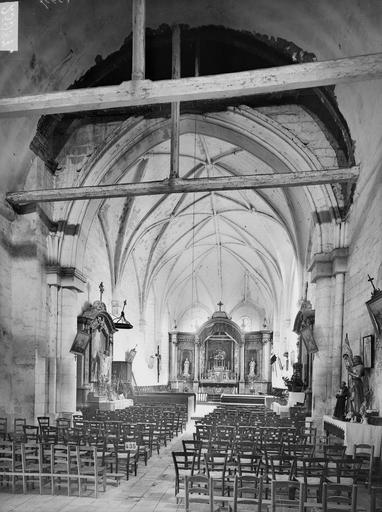
Vue intérieure.
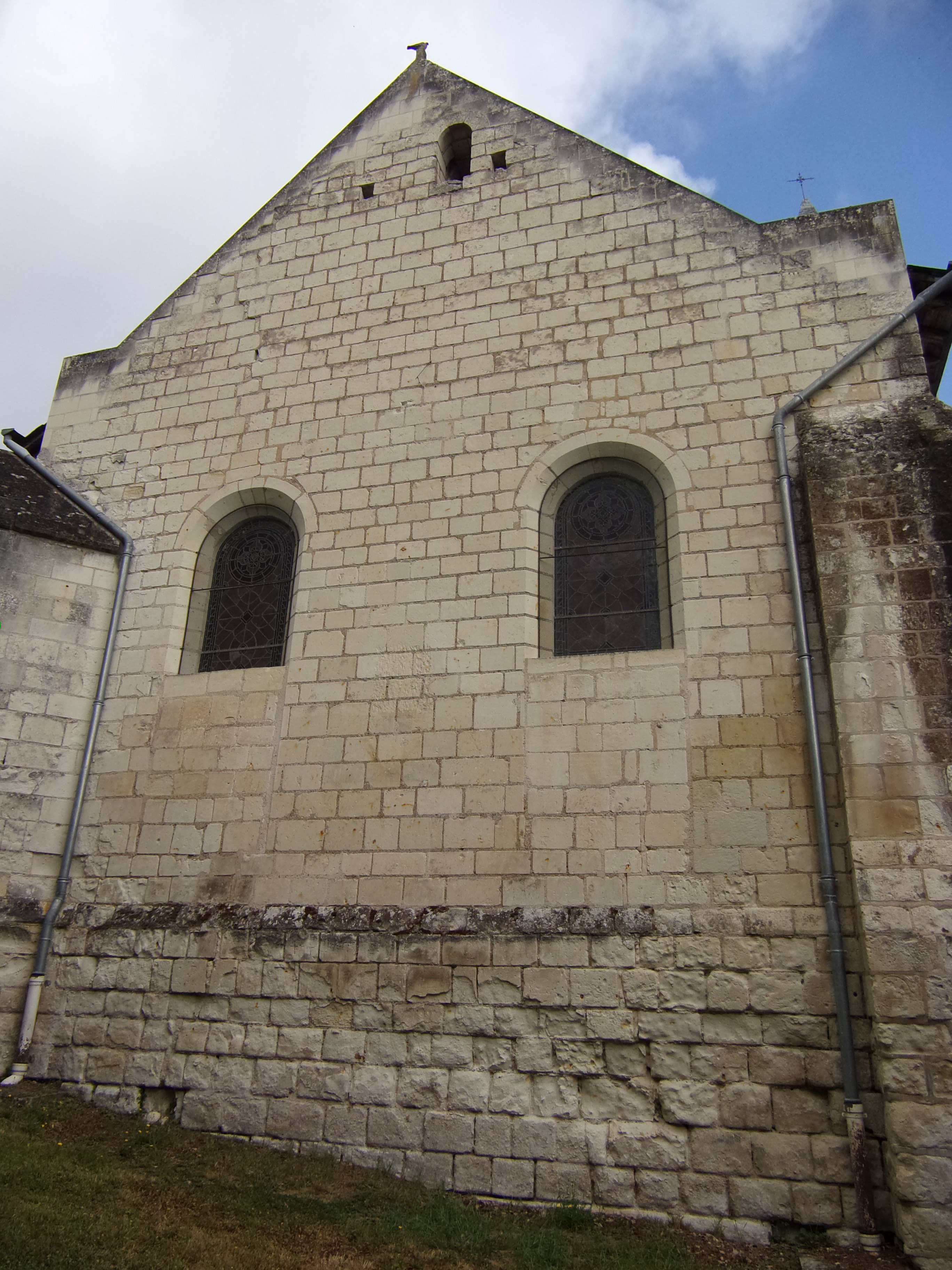
Vue du chevet.
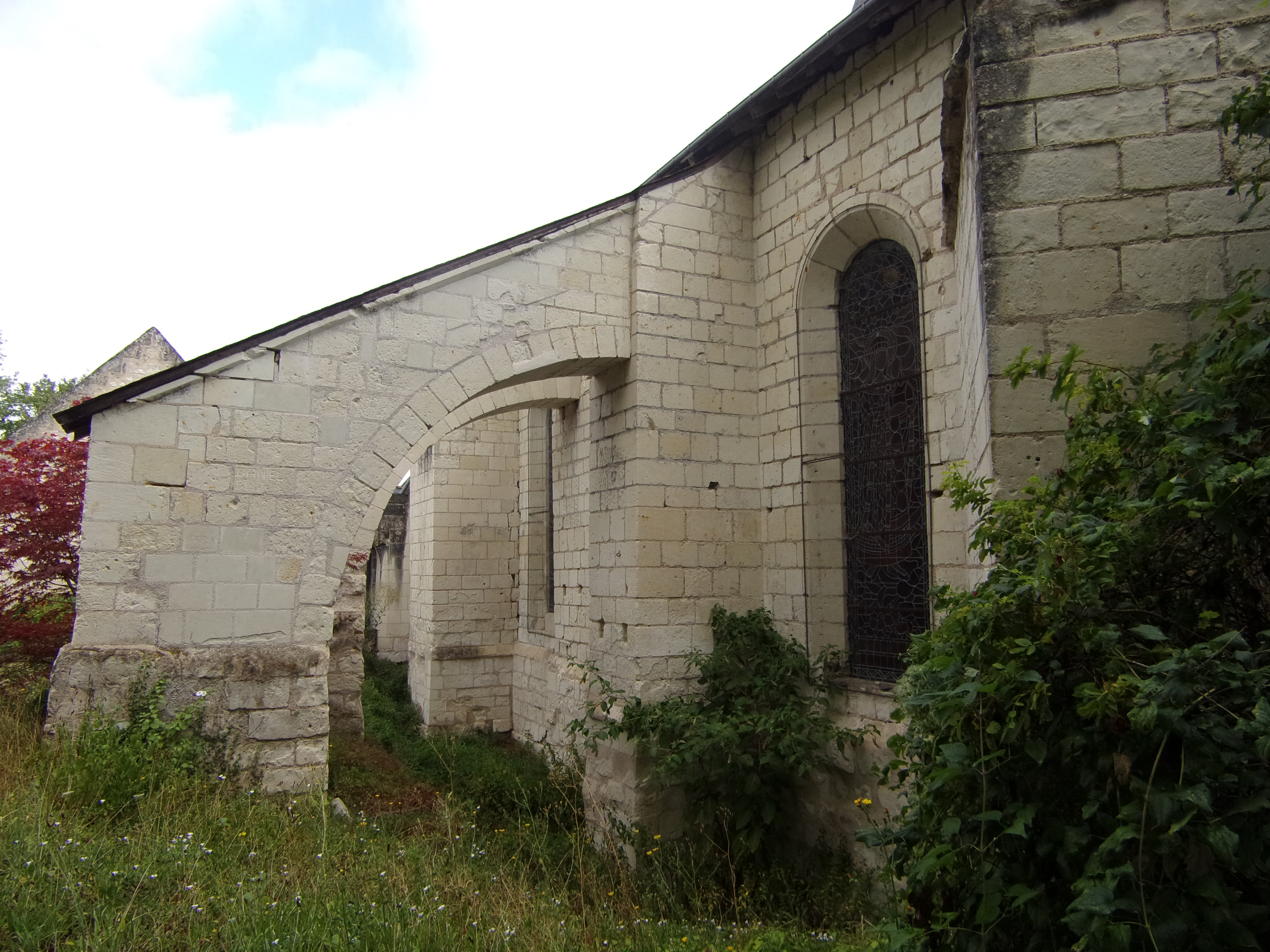
Contreforts sud de la nef.
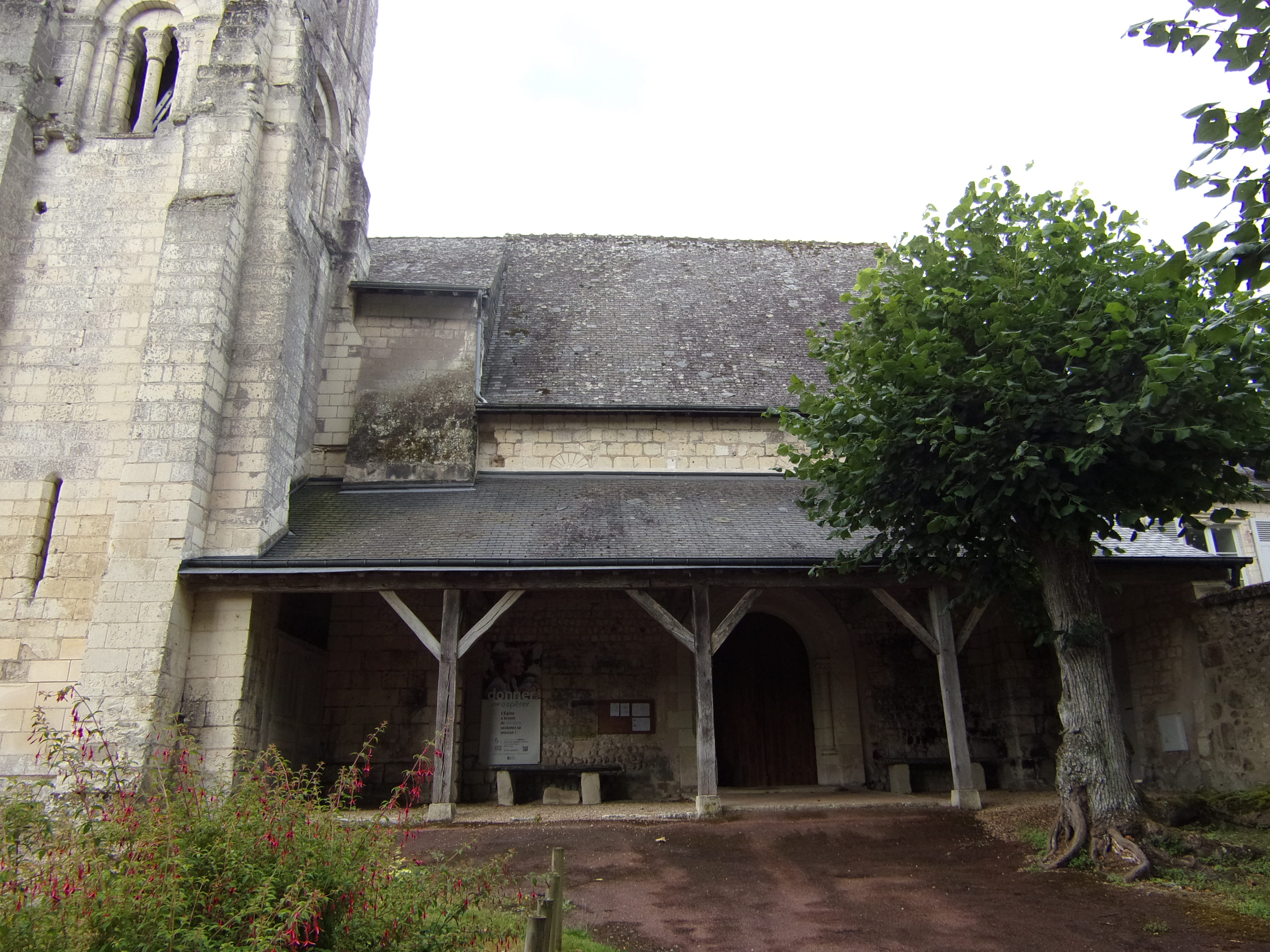
Préau nord.

### Décor et mobilier
Les blocs en remploi, de part et d'autre de la porte d'entrée, sont gravés de motifs d'entrelacs et palmes ; un lion y figure également ; il s'agit sans doute de métopes d'une corniche et d'éléments de décoration d'une façade,. Le mur gouttereau nord de la nef porte également de nombreux graffiti dont certains évoquent le monde de la batellerie tandis que d'autres représentent des outils de vignerons. De part et d'autre du portail d'entrée, deux pierres d'attente des morts sont disposées, constituées d'une dalle d'ardoise reposant sur deux supports en pierre. Ces pierres d'attente servaient à déposer les cercueils pour qu'ils soient bénis avant le début des offices.
Deux retables, deux tableaux d'autel et deux statues sont protégés au titre d'objets monuments historiques.

Décor
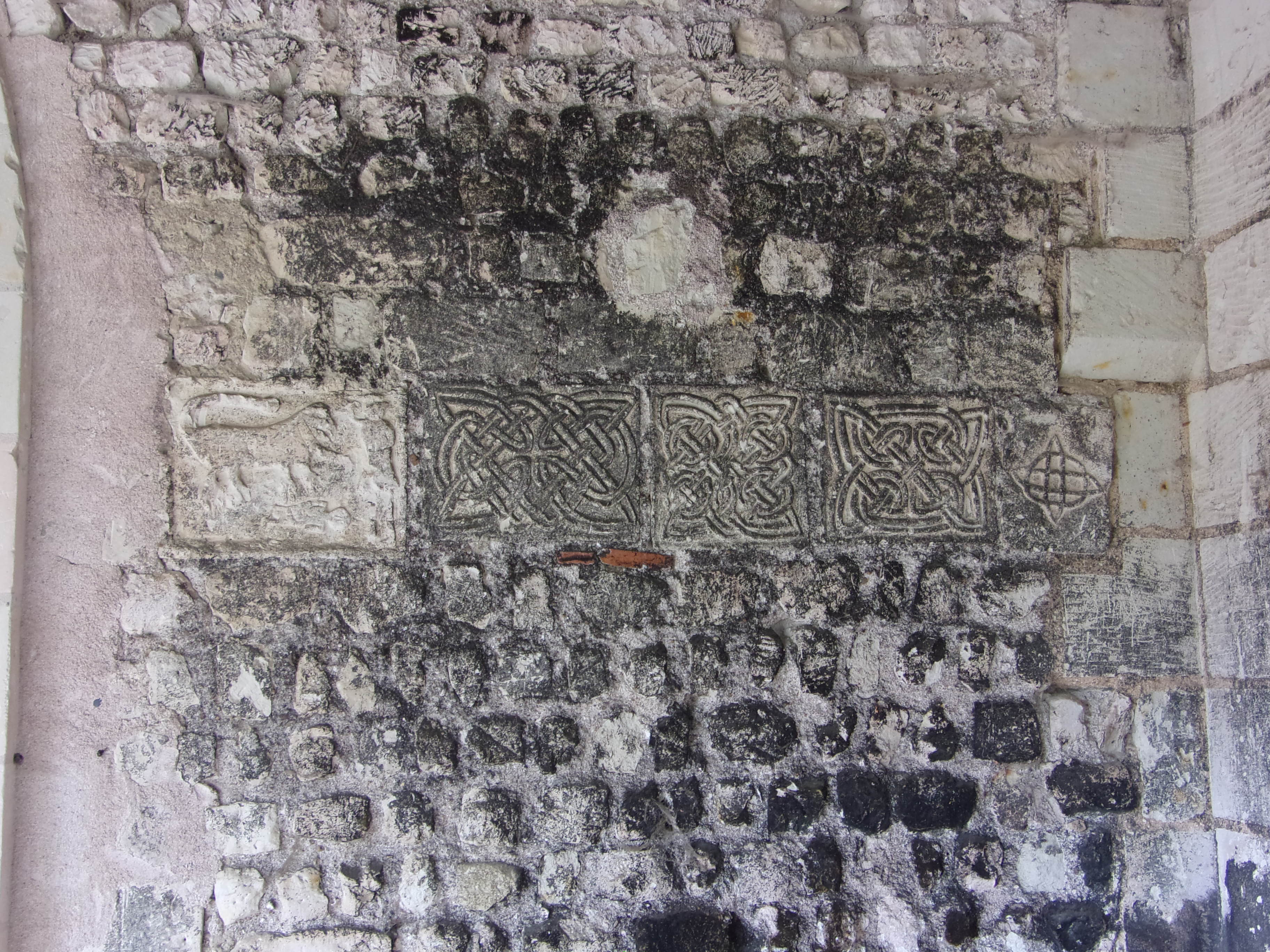
Blocs carolingiens en remploi.
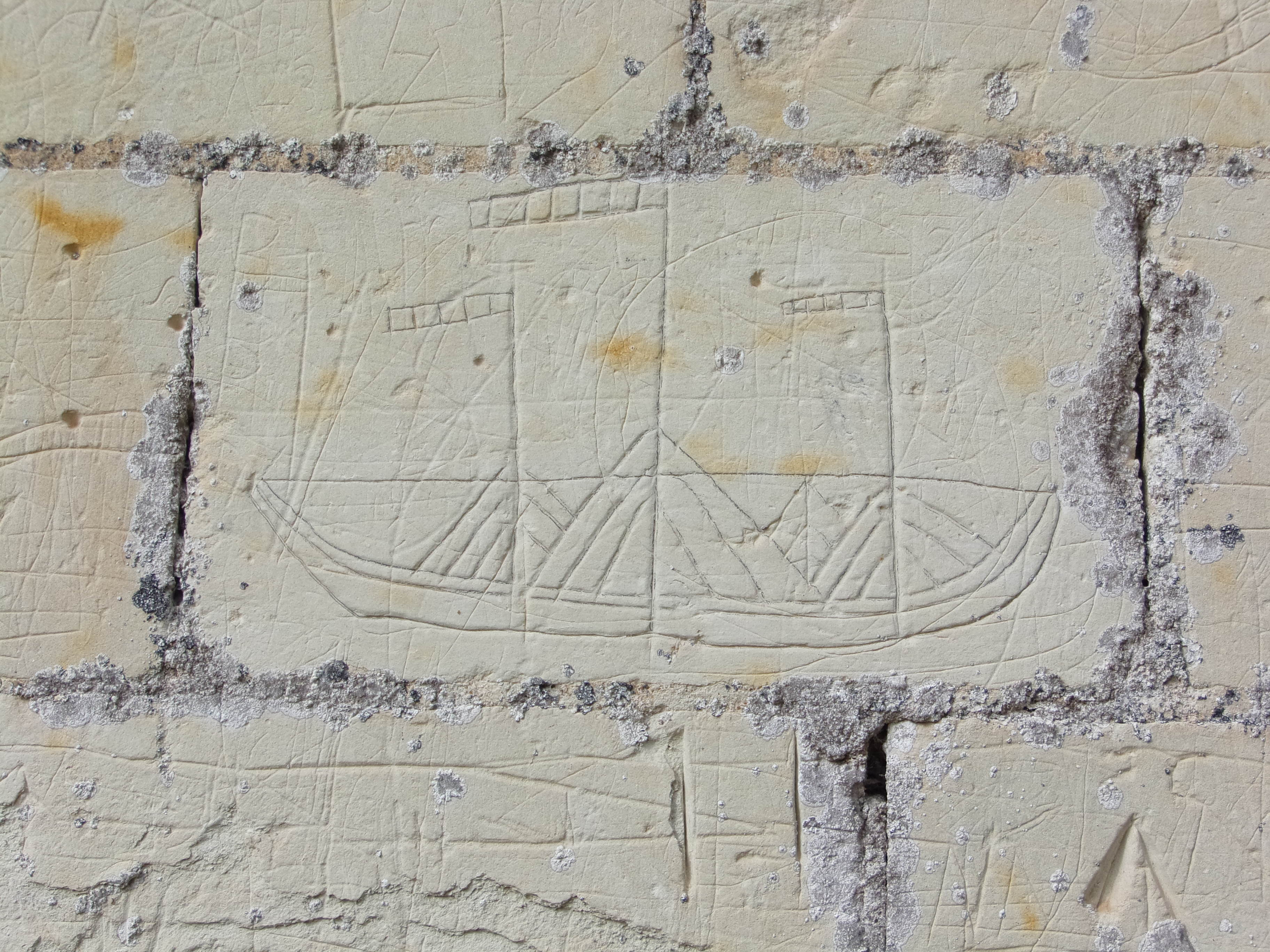
Graffiti représentant un bateau.
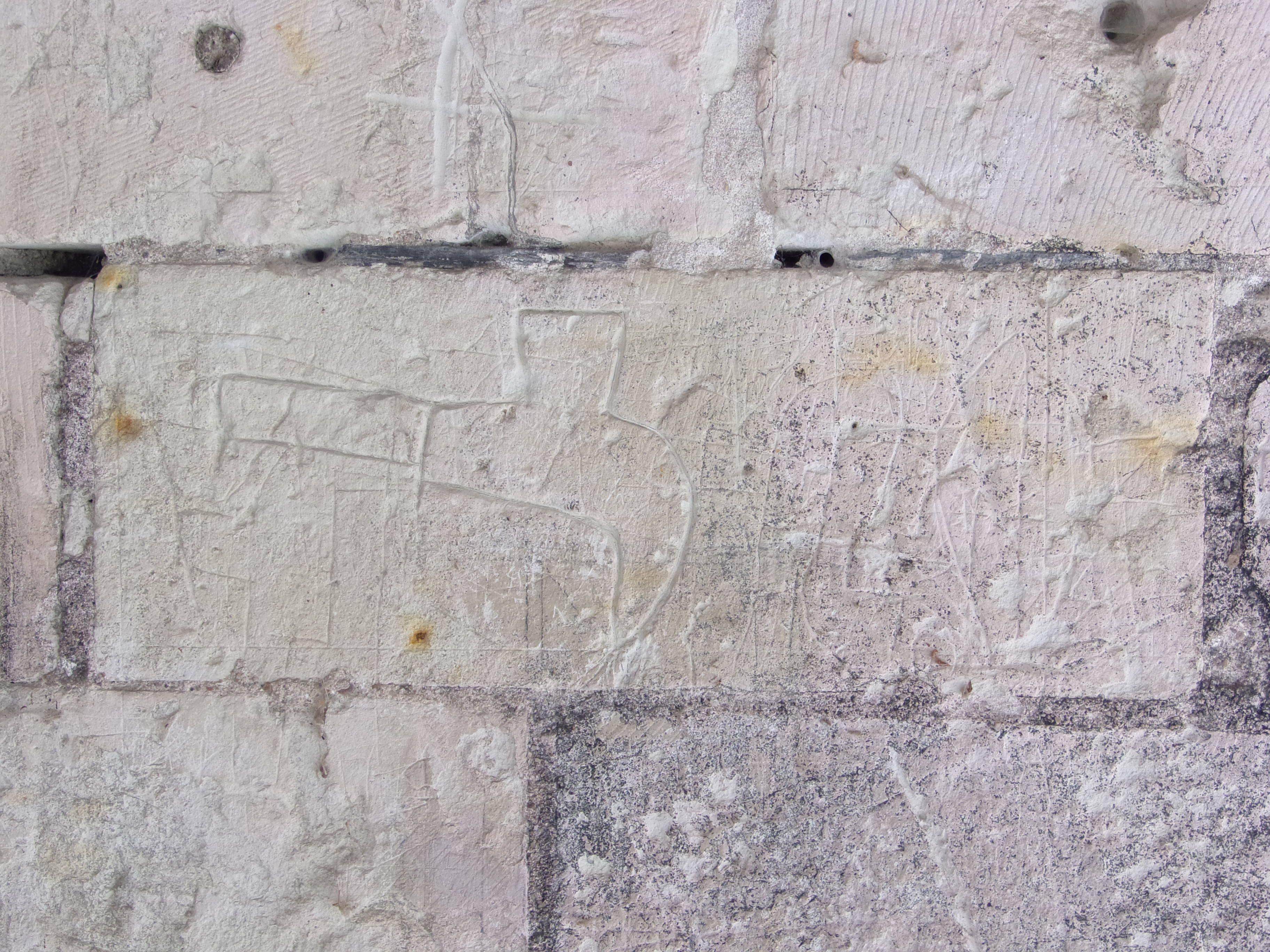
Graffiti représentant des serpettes.
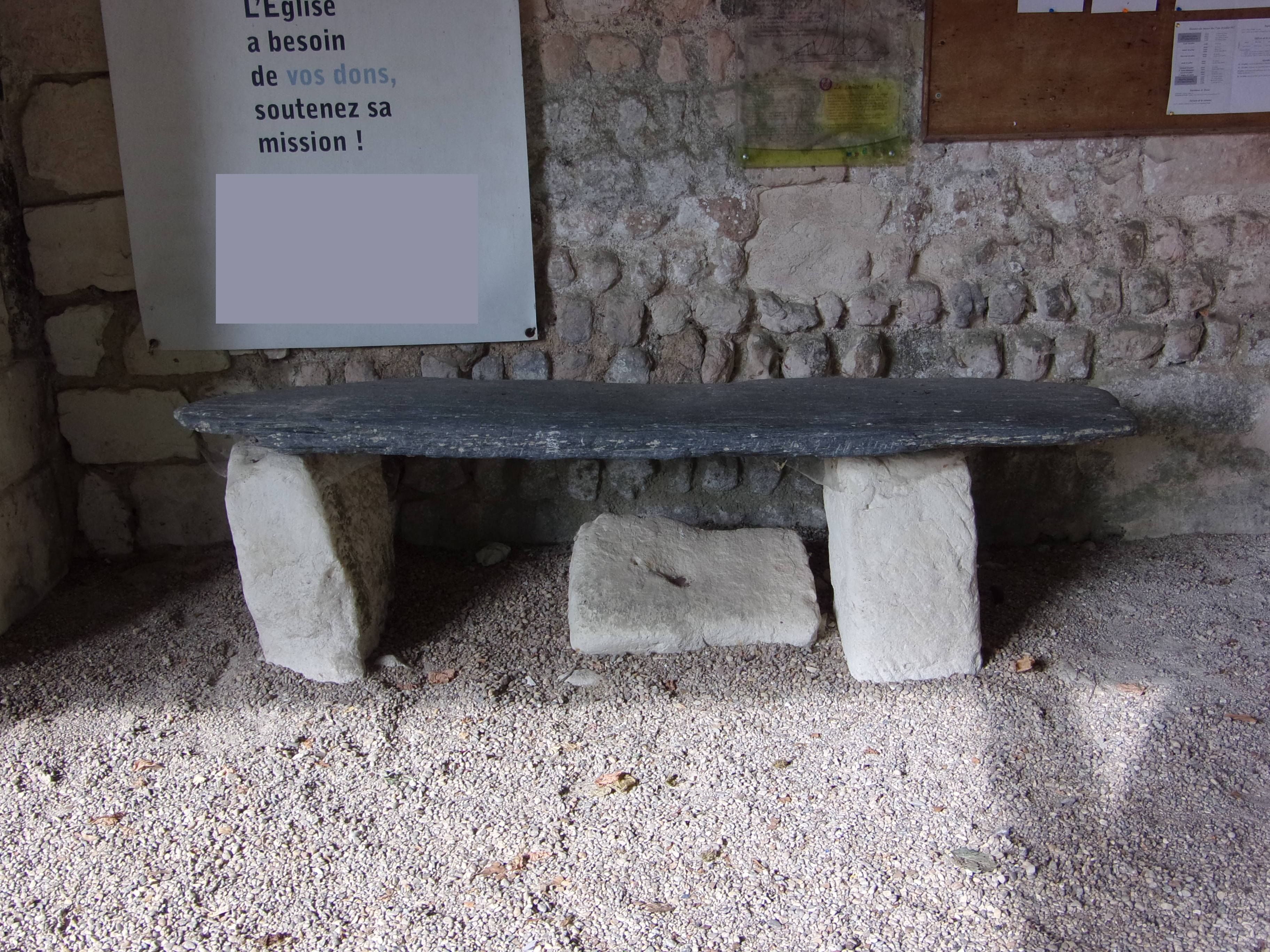
Pierre d'attente des morts.

## Pour en savoir plus